# Relations entre la France et Monaco
Les relations entre la France et Monaco remontent à 1489, lorsque la principauté monégasque devient indépendante vis-à-vis du royaume de France après que Lamberto Grimaldi a convaincu le roi Charles VIII de France de lui accorder la souveraineté. 
Le droit civil monégasque est régi par le Code civil datant de l'ère napoléonienne. La langue officielle de Monaco est le français. 
La France est, avec l'Italie et l'Allemagne, le seul pays à avoir ouvert une ambassade à Monaco.

## Histoire des relations franco-monégasques
Le roi Louis XII reconnaît Monaco en 1512 et signe un traité d'alliance perpétuel avec la principauté. Au début du XVIIe siècle, sous la domination espagnole et le règne de Honoré II Grimaldi, Monaco devient prospère et renforce ses liens avec la France. Le traité franco-monégasque de 1861 ratifié par Charles III voit Monaco céder les villes de Menton et de Roquebrune-Cap-Martin aux Français en échange de la garantie de son indépendance par la France.
Le 17 juillet 1918, Monaco et la France signent un traité « d’amitié protectrice », stipulant que pour être prince de Monaco, il faut être Monégasque ou Français. Il impose aussi au prince de choisir le ministre d’État parmi une liste de trois noms proposés par la France. La France veut ainsi éviter que la principauté ne tombe aux mains de l’Allemagne.
Depuis la fin de la Première Guerre mondiale, la France assure la défense de la principauté face à une agression étrangère, bien que les Monégasques aient également leurs propres forces armées.

## Période contemporaine

### Présence française et étrangère à Monaco
Environ 30 000 emplois à Monaco sont occupés par des travailleurs français ou italiens venant des villes transfrontalières voisines.

### Liens culturels et universitaires avec la France
La langue officielle de Monaco est le français. Monaco est membre, depuis leur création, de l'Organisation internationale de la francophonie ainsi que de l'Assemblée parlementaire de la francophonie. Radio Monte-Carlo et Télé Monte-Carlo diffusent en langue française.
D'un point de vue sportif, pour ce qui est du football, l'AS Monaco participe au Championnat de France, à la Coupe de France, à la Coupe de la Ligue. Son joueur le plus capé, Jean-Luc Ettori, tout comme l'ex-entraîneur de l'équipe, Thierry Henry, sont de nationalité française.
Monaco applique les mêmes programmes éducatifs que la France.

### Recherche et environnement
Dans le domaine scientifique, le Centre scientifique de Monaco est le lieu d'une coopération intense entre les deux États, portant principalement sur la protection de la vie marine.

### Relations économiques

Pièce monégasque de deux euros, émise en 2001 et frappée par la Monnaie de Paris.

La France et Monaco utilisent une monnaie commune, l'euro. À Monaco, l'euro a remplacé en 2002 le franc monégasque, qui était lié au franc français (avec un taux de change fixe de 1 pour 1) par un accord monétaire. Les pièces en euro aux armes de la principauté de Monaco sont frappées par la Monnaie de Paris.
La France et Monaco sont membres d'une union douanière et de l'espace Schengen. 
Au regard de la TVA, la France et Monaco constituent un ensemble fiscal depuis les accords du 18 mai 1963. Néanmoins, les modalités de calcul des reversements par la France à Monaco ont été critiquées. Les Français résidant à Monaco à partir du 13 octobre 1957 sont assujettis à l'impôt sur le revenu français.

### Relations politiques et diplomatie
Le traité du 17 juillet 1918 entre la France et Monaco, plaçant les deux parties sur un pied d'égalité, définit également le statut international de Monaco. L'article 436 du traité de Versailles reprend les termes de ce traité.
Si, en vertu de l'accord de 2002, les ministres monégasques n'ont plus à être des citoyens français, en vertu de certains traités, Monaco doit exercer sa souveraineté en accord avec les intérêts français,. La France garantit l'indépendance et l'intégrité territoriale de Monaco.
Du point de vue judiciaire, la magistrature monégasque est composée, pour sa majorité, de magistrats français détachés et de nombreux accords bilatéraux régissent les relations entre les deux pays dans ce domaine.
En outre, les bonnes relations entretenues par les présidents français et les princes de Monaco — notamment Rainier III — depuis la fin de la Seconde Guerre mondiale ont permis à la principauté d’obtenir davantage d’indépendance vis-à-vis de son voisin : son propre espace aérien, ses eaux territoriales et son entrée à l’ONU en 1993.